# Pakt milczenia
Pakt milczenia (tytuł oryg. The Covenant) – amerykański horror z 2006 roku, wyreżyserowany przez Renny’ego Harlina.

## Fabuła
Film opowiada historię czterech studentów związanych ze sobą niezwykłym rodowodem. Jako potomkowie rodzin, które osiedliły się w kolonii Ipswich w XVII wieku, chłopcy urodzili się z niezwykłą mocą. Kiedy piąty potomek wprowadza się do miasta, istnieje niebezpieczeństwo złamania paktu milczenia chroniącego ich rodziny. Caleb i Pogue widzą zjawy, które przysyła im piąty z potomków.

## Obsada
- Steven Strait – Caleb Danvers
- Laura Ramsey – Sarah Wenham
- Sebastian Stan – Chase Collins
- Taylor Kitsch – Pogue Parry
- Chace Crawford – Tyler Simms
- Toby Hemingway – Reid Garwin
- Jessica Lucas – Kate Tunney
- Stephen McHattie – James Danvers
- Wendy Crewson – Evelyn Danvers
- Kenneth Welsh – Provost Higgins
- Neil Napier – trener Hamm
- Robert Crooks – Ryan Bael
- Larry Day – Reeve, policjant patrolujący
- Kyle Schmid – Aaron Abbot
- Christian Baril – martwy nastolatek